# Hugo Möller
Johan Otto Hugo Möller, född 28 augusti 1883 i Stockholm, död där 19 februari 1965, var en svensk militär, gymnastiklärare och scoutledare.
Hugo Möller var son till grosshandlaren Otto Pettersson. Han var 1898–1902 elev vid högre realläroverket i Stockholm och studerade därefter från 1906 vid Gymnastiska centralinstitutet. 1906 blev han underlöjtnant i fortifikationens reserv. Möller avlade 1907 instruktörsexamen och 1909 gymnastikdirektörsexamen vid Gymnastiska centralinstitutet och arbetade 1909–1913 och 1915–1920 periodvis som gymnastik- och idrottsofficer vid fälttelegrafkåren. Han upptäckte genom Gustaf Hellström scoutrörelsen 1909 och fick kort därefter en förfrågan från Alma Hedin att bilda en svensk scoutklubb, och 1910 bildades han den första scoutklubben i Stockholmstrakten, Govenii minne. Tillsammans med Robert Brandel och Carl Edelstam ingick han i den kommitté som kom att leda scoutingen i Sverige till dess att Sveriges scoutförbund bildades. 1911 deltog han i bildandet av Stockholms scoutkår och var chef för dess tredje kolonn 1911–1915 och vice kårchef 1914. Möller kom aldrig att inta några ledande poster inom scoutrörelsen. Han skall dock ha bidragit till bildandet av den första avdelningen för flickscouter vid Wallinska skolan och var en ivrig försvarare av scoutrörelsen i pressen. 1911–1920 var han medarbetare i Stockholms Dagblad, han försvarade även rörelsen från angrepp från vänsterhåll i Svenska Dagbladet. Möller blev 1910 löjtnant i fortifikationens reserv 1910, arbetade som gymnastiklärare vid olika läroverk i Stockholm och vid Nyköpings allmänna läroverk 1911–1915 och vid Katarina realskola 1915–1946. Förutom scoutrörelsen kom Möller även att engagera sig i Svenska Livräddningssällskapet. Han genomgick 1910 en kurs i simning och livräddning för sällskapet och kom att arbeta för att öka simkunnigheten både bland scouter och gymnastikelever. 1916 valdes han in i Svenska Livräddningssällskapets styrelse och var 1918–1952 sällskapets sekreterare.
Möller blev 1917 kapten i fortifikationens reserv. Han var 1918–1923 medredaktör för tidskriften Fysisk fostran, var 1918–1938 ledamot av styrelsen för Förbundet för nationell fostran, 1920–1941 ledamot av styrelsen för Stockholms gymnastikförbund, 1921–1946 ledamot av styrelsen för Svenska föreningen för folkbad, 1924-1944 ledamot av styrelsen för Svenska flaggans dag och 1931-1935 av styrelsen för Kungliga Motorbåt Klubben.
Hugo Möller är begravd på Norra begravningsplatsen utanför Stockholm.

### Fotnoter
1. 1 2 3 4 5  Svenskt biografiskt lexikon, Svenskt Biografiskt Lexikon-ID: 8667, läst: 9 oktober 2017.[källa från Wikidata]
2. ↑  Möller, JOHAN OTTO HUGO, Svenskagravar.se, läs online, läst: 12 oktober 2017.[källa från Wikidata]
3. ↑  SvenskaGravar